# Nelson Xavier
Nelson Agostini Xavier (São Paulo, 30 de agosto de 1941 — Uberlândia, 10 de maio de 2017) foi um ator, crítico de teatro e diretor brasileiro. Ao longo de cinco décadas de carreira participou de trabalhos no teatro, TV e cinema.

## Biografia
Xavier formou-se no curso de artes cênicas da Escola de Arte Dramática (EAD) da Universidade de São Paulo (USP). Foi um dos atores envolvidos no Teatro de Arena de São Paulo. Começou sua carreira na revista Visão, como crítico de teatro.

## Carreira
Estreou no cinema em 1959, aos dezoito anos de idade, no filme Fronteiras do Inferno. No ano seguintee atuou em Cidade Ameaçada. Em 1963 participou de Seara Vermelha,  interpretando Vicente e, logo em seguida, em Os Fuzis, como Mário. Em 1965 foi Timbira, em A Falecida, e também esteve no elenco de Arrastão. Encerrou o decênio nos longas O ABC do Amor; Desesperato e Massacre no Supermercado, este último no papel de Detetive Chico.
No início da década de 1970 viveu Paco, em Dois Perdidos numa Noite Suja, foi Valu, em Os Deuses e os Mortos, papel que lhe rendeu o prêmio Coruja de Ouro, do Instituto Nacional de Cinema, como Melhor Ator Coadjuvante, e Marcos, em É Simonal. Em 1971 fez participação especial no filme As Confissões de Frei Abóbora. Nos dois anos seguintes deu vida a Henrique, em A Culpa; a um ex-malandro em Vai Trabalhar, Vagabundo!, e Catitu em Rainha Diaba. Em 1976 participou dos longas Dona Flor e Seus Dois Maridos, como Mirandão, Marília e Marina, como Marcelo, Ovelha Negra: Uma Despedida de Solteiro, como o chefe de orquestra,  Mário e Soledade - A Bagaceira, como Pirunga. No ano seguinte, esteve no elenco de Feminino Plural e foi Benedito, em Gordos e Magros. Concluiu o decênio em 1978, no filme A Queda, como Mário, personagem que garantiu o Urso de Prata do Prêmio do Júri no Festival de Berlim e eleito Melhor Ator pelo Festival de Brasília; além de participar das obras O Bom Burguês e A Rainha do Rádio, na pele de Raul, e o prefeito Lourival Vista, respectivamente.
Na década de 1980 atuou em Bububu no Bobobó e O Bandido Antônio Dó, além de viver um investigador, em Eles Não Usam Black-tie, e um advogado, em Amor e Traição. Em 1983, interpretou Capitão, em Gabriela , e em O Cangaceiro Trapalhão. Logo em seguida, deu vida a Dom Velasquez, em O Mágico e o Delegado, personagem que lhe garantiu o prêmio de Melhor Ator, no Festival de Brasília. No ano seguinte participou das obras Para Viver um Grande Amor, como Carioca, e Tensão no Rio, como Coronel Flores. Encerrou a década no filme O Rei do Rio, como Nico Sabonete.
No início da década de 1990 interpretou Devair, em Césio 137 - O Pesadelo de Goiânia, além de viver Padre Xantes e Babalu em Brincando nos Campos do Senhor e Vai Trabalhar, Vagabundo II, respectivamente. Em 1994 esteve no elenco de Lamarca. Dois anos mais tarde fez participação especial em Sombras de Julho. Encerrou o milênio como protagonista do filme O Testamento do Senhor Napumoceno, vivendo Napumoceno da Silva Araújo, papel que lhe rendeu o prêmio de melhor ator, no Festival de Gramado; além de participar do longa A Garota do Rio, como o bicheiro gay. Na década de 2000, só participou das obras Benjamim  e Narradores de Javé, interpretando doutor Cantagalo e narrado por Zaqueu, respectivamente.
Nelson Xavier só voltou ao cinema em 2010, nos longas Sonho Roubado, como Horário, e interpretando o personagem principal em Chico Xavier, que lhe garantiu a indicação como Melhor Ator no Prêmio ACIE de Cinema; além de repetir o papel em As Mães de Chico Xavier. No ano seguinte esteve no elenco de O Filme dos Espíritos, como o psiquiatra Levy. Em 2012 foi o vendedor de caixões Timbira, no curta A Dama do Estácio. Dois anos mais tarde participou de A Despedida, como Almirante, papel que lhe garantiu, pela segunda vez na carreira, o Kikito de Melhor Ator no Festival de Gramado; além de atuar em Trash - A Esperança Vem do Lixo, como um presidiário. Encerrou o decênio atuando em A Floresta que se Move,como Heitor. Seu último trabalho no cinema foi como Amador, em Comeback - Um Matador Nunca se Aposenta, eleito 'Melhor Ator' no Festival do Rio e no Prêmio SESC de Cinema.

## Vida pessoal
Foi casado durante dois anos com a atriz Joana Fomm. Em seu terceiro casamento, Xavier viveu por mais de vinte anos com a cantora Via Negromonte.
No ano de 2004, Xavier descobriu um câncer de próstata. Dez anos depois, o ator se disse curado da doença.
Nelson teve quatro filhos.

### Morte
Morreu aos 75 anos, vítima de um câncer de pulmão, em 10 de maio de 2017, em Uberlândia no interior de Minas Gerais, e foi cremado no Memorial do Carmo no Caju.

## Filmografia

### Televisão
| Ano  | Título                             | Personagem                                 | Emissora      |
| ---- | ---------------------------------- | ------------------------------------------ | ------------- |
| 1967 | Sangue e Areia                     | Zorba Stton (Zorba)                        | Rede Globo    |
| 1973 | João da Silva                      | João da Silva                              | Rede Globo    |
| 1982 | Lampião e Maria Bonita             | Virgulino Ferreira da Silva (Lampião)      | Rede Globo    |
| 1982 | Sol de Verão                       | José Fraga Araújo (Zito)                   | Rede Globo    |
| 1983 | Voltei pra Você                    | José Aparecido Menezes (Zelão)             | Rede Globo    |
| 1985 | A Guerra dos Farrapos              | General Bento Gonçalves da Silva           | Rede Band     |
| 1985 | Tenda dos Milagres                 | Pedro Arcanjo                              | Rede Globo    |
| 1986 | Hipertensão                        | Joel da Silva Jordão                       | Rede Globo    |
| 1988 | O Pagador de Promessas             | Bonitão                                    | Rede Globo    |
| 1989 | Kananga do Japão                   | Álvaro Gomes de Oliveira (Caveirinha)      | Rede Manchete |
| 1990 | Fronteiras do Desconhecido         | Padre Albano (episódio: "A Rua do Asalto") | Rede Manchete |
| 1990 | A História de Ana Raio e Zé Trovão | Leopoldo Miranda (Canjerê)                 | Rede Manchete |
| 1990 | Riacho Doce                        | Capitão Laurindo                           | Rede Globo    |
| 1992 | Pedra sobre Pedra                  | Josué Queiróz (Delegado Queiróz)           | Rede Globo    |
| 1993 | Renascer                           | Noberto Pereira de Sousa                   | Rede Globo    |
| 1995 | Irmãos Coragem                     | Padre Bento de Jesus                       | Rede Globo    |
| 1996 | Salsa e Merengue                   | Bento Sobral                               | Rede Globo    |
| 1997 | Anjo Mau                           | Manoel                                     | Rede Globo    |
| 1999 | Suave Veneno                       | Fortunato Queiroz                          | Rede Globo    |
| 2001 | Estrela-Guia                       | Purunam Jagatah                            | Rede Globo    |
| 2001 | As Filhas da Mãe                   | Mauro das Flores                           | Rede Globo    |
| 2004 | Senhora do Destino                 | Sebastião Ferreira da Silva                | Rede Globo    |
| 2005 | Belíssima                          | Bento Pereira                              | Rede Globo    |
| 2005 | América                            | Santiago                                   | Rede Globo    |
| 2007 | Sítio do Picapau Amarelo           | Barão de Tremembé                          | Rede Globo    |
| 2008 | A Favorita                         | Edvaldo Ferreira da Silva                  | Rede Globo    |
| 2012 | Gabriela                           | Coronel Altino Brandão                     | Rede Globo    |
| 2013 | Joia Rara                          | Ananda Rinpoche                            | Rede Globo    |
| 2015 | Babilônia                          | Sebastião Carvalho                         | Rede Globo    |

### Teatro[76]
| Ano        | Título                               | Personagem                | Notas               |
| ---------- | ------------------------------------ | ------------------------- | ------------------- |
| 1954       | A Descoberta do Novo Mundo           | Boadbil                   |                     |
| 1955       | O Anúncio Feito a Maria              | Camponês                  |                     |
| 1955       | Dona Rosita, a Solteira              | Carteiro                  |                     |
| 1956       | As Três Irmãs                        | Nicolai                   |                     |
| 1957       | Os Apaixonados Pueris                | Barão Casou               |                     |
| 1957       | A Bilha Quebrada                     | Adão                      |                     |
| 1958       | Eles não Usam Black-tie              | —                         | Ator substituto     |
| 1959       | Chapetuba Futebol Clube              | Maranhão                  |                     |
| 1959       | Gente como a Gente                   | —                         | Diretor assistente  |
| 1960       | Revolução na América do Sul          | Líder                     |                     |
| 1961       | O Testamento do Cangaceiro           | Narrador                  |                     |
| 1962; 1965 | Julgamento em Novo Sol               | —                         | Coautoria e Direção |
| 1964       | Saravá                               | —                         | Direção             |
| 1964       | Os Azeredos mais os Benevides        | —                         | Direção             |
| 1965       | Toda Nudez Será Castigada            | Patrício                  |                     |
| 1965       | Santa Joana                          | Courcelles                |                     |
| 1966       | América Injusta                      | —                         | Direção             |
| 1967       | Navalha na Carne                     | Wado                      |                     |
| 1967       | Dois Perdidos Numa Noite Suja        | Paco                      | 1967-1968           |
| 1968       | Dr. Getúlio, Sua Vida e Sua Glória   | Getúlio Vargas e Simpatia |                     |
| 1970       | Quando as Máquinas Param             | —                         | Direção             |
| 1971       | As Garotas da Banda                  | —                         | Direção             |
| 1972       | Flicts                               | Apresentação              |                     |
| 1972       | As Três Irmãs                        | Barão de Tusenbach        | Substituição        |
| 1972       | O Segredo do Velho Mudo              | —                         | Autoria e Direção   |
| 1976       | Trivial Simples                      | —                         | Autoria             |
| 1976       | Síndica, Qual é a Tua?               | —                         |                     |
| 1977       | WN, na Boca do Túnel                 | —                         |                     |
| 1978       | Se Minha Empregada Falasse           | —                         | Direção             |
| 1978       | O Segredo do Velho Mudo              | —                         | Autoria             |
| 1979       | Papa Highirte                        | —                         | Direção             |
| 1981       | A Volta por Cima                     | —                         | 1981-1983           |
| 1981       | À Moda da Casa                       | —                         | Direção             |
| 1994       | Grande Sertão: Veredas               | Riobaldo                  |                     |
| 1997       | Romance dos Dois Soldados de Herodes | —                         | Direção             |
| 2000-2001  | Esplêndidos                          | Scott                     |                     |
| 2003       | Disse me disse                       | —                         |                     |
| 2011       | A Lição e A Cantora Careca           | Professor particular      |                     |

### Cinema
Como Codiretor
| Ano  | Título                                 |
| ---- | -------------------------------------- |
| 2017 | Comeback: Um Matador Nunca se Aposenta |

Como ator
| Ano  | Título                                  | Personagem            |
| ---- | --------------------------------------- | --------------------- |
| 1959 | Fronteiras do Inferno                   | —                     |
| 1960 | Cidade Ameaçada                         | —                     |
| 1963 | Seara Vermelha                          | Vicente               |
| 1964 | Os Fuzis                                | Mário                 |
| 1965 | A Falecida                              | Timbira               |
| 1965 | Arrastão                                | —                     |
| 1966 | Três Histórias de Amor                  | —                     |
| 1967 | ABC do Amor                             | —                     |
| 1968 | Desesperato                             | Rodrigo               |
| 1968 | Massacre no Supermercado                | Detetive Chico        |
| 1970 | Dois Perdidos numa Noite Suja           | Paco                  |
| 1970 | Os Deuses e os Mortos                   | Valu                  |
| 1970 | É Simonal                               | Marcos                |
| 1971 | As Confissões de Frei Abóbora           | —                     |
| 1972 | A Culpa                                 | Henrique              |
| 1973 | Vai Trabalhar, Vagabundo!               | Babalu                |
| 1974 | Rainha Diaba                            | Zeca Catitu           |
| 1976 | Dona Flor e Seus Dois Maridos           | Mirandão              |
| 1976 | Marília e Marina                        | Marcelo               |
| 1976 | Ovelha Negra, Uma Despedida de Solteiro | Mário                 |
| 1976 | Soledade                                | Pirunga               |
| 1977 | Feminino Plural                         | —                     |
| 1977 | Gordos e Magros                         | Benedito              |
| 1978 | A Queda                                 | —                     |
| 1979 | O Bom Burguês                           | Comandante Raul       |
| 1980 | Bububu no Bobobó                        | Empresário            |
| 1980 | O Bandido Antonio Dó                    | —                     |
| 1981 | Eles não usam black-tie                 | Investigador          |
| 1981 | A Rainha do Rádio                       | Prefeito              |
| 1982 | Amor e Traição                          | Advogado              |
| 1982 | A Ferro e a Fogo                        | Dom Manuel            |
| 1983 | Gabriela                                | Capitão               |
| 1983 | O Cangaceiro Trapalhão                  | "Capitão" Virgulino   |
| 1983 | O Mágico e o Delegado                   | Velasquez, o mágico   |
| 1984 | Para Viver um Grande Amor               | Carioca               |
| 1984 | Tensão no Rio                           | Coronel Flores        |
| 1985 | O Rei do Rio                            | Nico Sabonete         |
| 1988 | Luar sobre Parador                      | General Sinaldo       |
| 1988 | Amor Vagabundo                          | —                     |
| 1990 | Césio 137 - O Pesadelo de Goiânia       | Devair Alves Ferreira |
| 1991 | Brincando nos Campos do Senhor          | Xantes                |
| 1991 | Vai Trabalhar, Vagabundo II             | Babalu                |
| 1994 | Lamarca                                 | —                     |
| 1995 | Sombras de Julho                        | Padre                 |
| 1998 | O Testamento do Senhor Napumoceno       | Senhor Napumoceno     |
| 2001 | Girl from Rio                           | —                     |
| 2002 | Lua Cambará: Nas Escadarias do Palácio  | Sidônio               |
| 2004 | Benjamim                                | Dr. Cantagalo         |
| 2004 | Narradores de Javé                      | Zaqueu                |
| 2010 | Sonhos Roubados                         | Horácio               |
| 2010 | Chico Xavier                            | Chico Xavier          |
| 2011 | As Mães de Chico Xavier                 | Chico Xavier          |
| 2011 | O Filme dos Espíritos                   | Levy Rivail           |
| 2012 | A Dama do Estácio                       | Timbira               |
| 2014 | A Despedida                             | Almirante             |
| 2014 | Trash: A Esperança Vem do Lixo          | Jeferson              |
| 2015 | A Floresta que se Move                  | Heitor                |
| 2017 | Comeback: Um Matador Nunca se Aposenta  | Amador                |

## Prêmios e indicações
| Ano  | Prêmio                         | Categoria                       | Nomeação                                | Resultado | Ref    |
| ---- | ------------------------------ | ------------------------------- | --------------------------------------- | --------- | ------ |
| 1960 | Prêmio Governador do Estado    | Melhor Ator Coadjuvante         | Revolução na América do Sul             | Venceu    | [ 76 ] |
| 1972 | Prêmio Anchieta de Dramaturgia | Melhor Peça Teatral             | O Segredo do Velho Mudo                 | Venceu    | [ 76 ] |
| 1976 | Prêmio Anchieta de Dramaturgia | Melhor Peça Teatral             | Trivial Simples                         | Venceu    | [ 76 ] |
| 1978 | Festival de Berlim             | Urso de Prata do Prêmio do Júri | A Queda                                 | Venceu    | [ 29 ] |
| 1978 | Festival de Brasília           | Melhor Ator                     | A Queda                                 | Venceu    | [ 30 ] |
| 1983 | Festival de Brasília           | Melhor Ator                     | O Mágico e o Delegado                   | Venceu    | [ 40 ] |
| 1998 | Festival de Gramado            | Melhor Ator                     | O Testamento do Senhor Napumoceno       | Venceu    | [ 50 ] |
| 2010 | Prêmio ACIE de Cinema          | Melhor Ator                     | Chico Xavier                            | Indicado  | [ 56 ] |
| 2014 | Festival de Gramado            | Melhor Ator                     | A Despedida                             | Venceu    | [ 61 ] |
| 2016 | Festival do Rio                | Melhor Ator                     | Comeback - Um Matador Nunca se Aposenta | Venceu    | [ 65 ] |
| 2016 | Prêmio SESC de Cinema          | Melhor Ator                     | Comeback - Um Matador Nunca se Aposenta | Venceu    | [ 66 ] |

Em 1978, Nelson recebeu o Urso de Prata do Prêmio do Júri no Festival de Berlim por seu papel no filme A Queda.
No ano de 1983, venceu o Festival de Brasília na categoria 'melhor ator' pelo filme O Mágico e o Delegado. Em 1998, o ator recebeu o prêmio de 'Melhor ator' no Festival de Gramado por seu papel no filme O Testamento do Senhor Nepomuceno.
Em 2011, foi indicado a 'melhor ator' no Prêmio ACIE de Cinema por seu papel em Chico Xavier. Pelo mesmo papel também foi indicado na categoria 'melhor ator' do Grande Prêmio do Cinema Brasileiro.
No ano de 2014, venceu novamente o Kikito de 'melhor ator' do Festival de Brasília, por A Despedida. Em 2016, venceu o prêmio de 'melhor ator' no Festival do Rio por seu papel em Comeback. Também por essa atuação venceu o Prêmio SESC de Cinema.

Ao longo de sua carreira foi indicado três vezes ao Prêmio Guarani de 'melhor ator', por Chico Xavier, A Despedida e Comeback.